# Quillagua
Quillagua ist eine Oase am Río Loa in der Atacamawüste in Nord-Chile. Die Aymara-Siedlung gilt als der trockenste Ort der Erde, mit nur 0,15 mm mittlerer jährlicher Niederschlagshöhe.

## Beschreibung
Quillagua ist eine Oasen-Siedlung in der Kommune María Elena der Región de Antofagasta in Nord-Chile. Sie liegt 810 m über dem Meer in der Schlucht des Río Loa, im Längstal zwischen dem Küstengebirge am Pazifik im Westen und der Andenpräkordillere im Osten. Die Landschaft gehört zum zentralen Bereich der Atacamawüste, in dem seit 15 Millionen Jahren hyperarides Klima herrscht. Die seit 1964 bei Quillagua gemessene mittlere jährliche Niederschlagshöhe beträgt 0,1 bis 0,15 mm. Damit gilt der Ort als der trockenste der Erde.
Wasser erhält die Oase durch den Río Loa. Sie liegt im tief eingeschnittenen Tal auf der einzigen Flussterrasse, die es am Unterlauf gibt. Der Fluss bringt allerdings seit den 1990er Jahren durch hohen Verbrauch und Kontamination durch die Bergbauindustrie in der Region kein Trinkwasser mehr. Seit 2005 ist das Wasser des Río Loa auch nicht mehr für Tiere geeignet.
Die Siedlung ist heute ein trauriges Beispiel für den sorglosen Umgang mit Wasserressourcen, bei dem die alteingesessene einheimische Bevölkerung gegen industrielle und politische Interessen ihre Lebensgrundlage verloren hat.
Auf der Basis einer veränderten Gesetzgebung, die seit 1981 Wassernutzungsrechte zu handelbarem Eigentum machte, erwarb die Bergbauindustrie mit der Zeit 80 % der Wassernutzungsrechte und 90 % des Kulturlandes in Quillagua. Infolgedessen nahm die kultivierbare Fläche und die Bevölkerung ab. Von 188,4 ha im Jahr 1986 fiel die kultivierbare Fläche auf 120 ha im Jahr 1999. Gab es in den 1940er Jahren noch um die 800 Einwohner und 1970 noch 625, so fiel die Zahl bis 1982 auf 203 und im Jahr 2002 auf 103 Einwohner.
Die Siedlung Quillagua wird heute mit Trinkwasser versorgt, das täglich mit einem Tankwagen angeliefert wird. Über drei Vorratstanks, die zusammen 100 m3 fassen, werden 127 Häuser beliefert. Elektrizität wird von einem Generator erzeugt, der täglich 6 Stunden  von 18:30 bis 00:30 arbeitet. Es gibt eine Grundschule mit 9 Schülern, die ohne elektrischen Strom auskommen müssen. Es gibt ein öffentliches Telefon am Ort und seit 2009 ein Mobilfunknetz ohne Internetzugang. Für die medizinische Versorgung gibt es eine Sanitätsstation.

## Geschichte
Quillagua wurde erstmals ca. 700 v. Chr. besiedelt in der  Formativum-Epoche, die durch Jäger und Sammler und Keramikherstellung charakterisiert ist. Es wurden mehrere Friedhöfe an der Oase gefunden. Die Leichen der Ureinwohner wurden durch das hyperaride Klima mumifiziert und sind so samt den Textilien, in die sie gehüllt worden waren, gut erhalten.
Nach der Epoche des Formativum (ab 500 n. Chr.) war Quillagua ein Ort, an dem sich sonst weit entfernte Traditionen begegneten. Es fand ein dynamischer ökonomischer Austausch zwischen unterschiedlichen kulturellen, lokalen und fremden Gruppen statt. Die einflussreichste Gruppe stammte aus dem südlichen Altiplano. In der Späten Zwischenzeit (ca. 900 n. Chr. bis 1450 n. Chr.) war Quillagua die Grenze zwischen dem Atacama-Gebiet im Süden und dem Tarapaca-Gebiet im Norden. Die Oase war ein Verkehrsknotenpunkt, in dem zahlreiche Routen zusammenliefen.

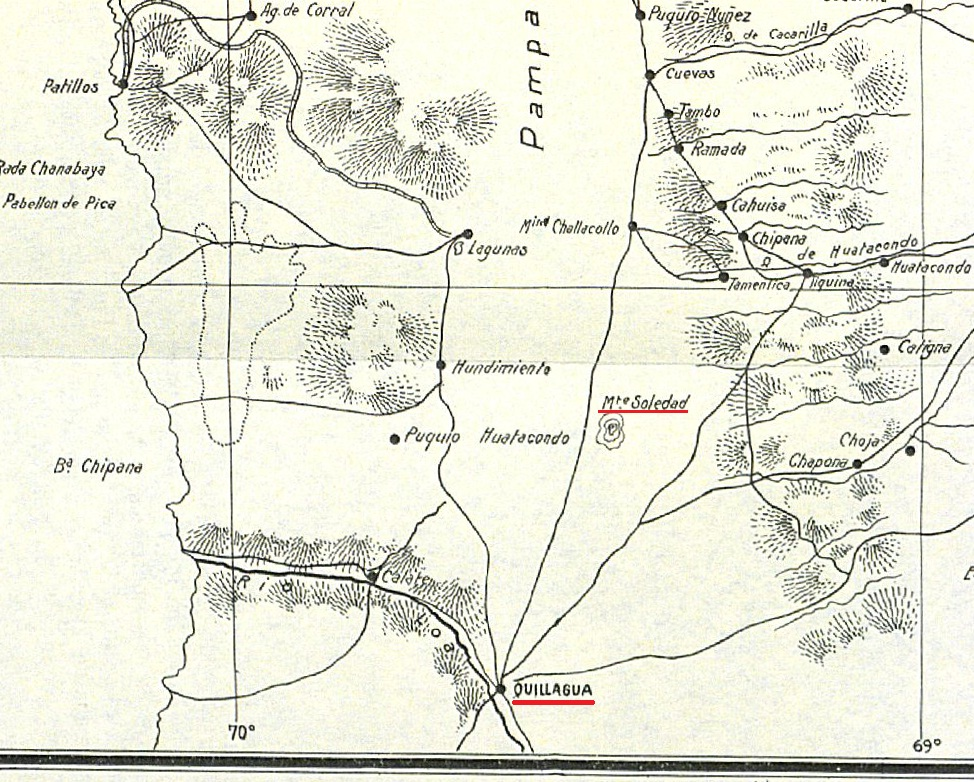
Das Wegenetz von Quillagua nach Norden um 1900.

Während des Salpeterbooms im 19. Jahrhundert wurden die Salpeter-Werke unter anderem aus Quillagua mit Gemüse versorgt. 1911–1912 wurde der Bahnhof Quillagua gebaut. Während der Zeit des Eisenbahnbaus wurde eine Maschine zur Wasseraufbereitung für die Eisenbahn gebaut mit einer Kapazität von 100 Tonnen und ein Kondensator für 15 Tonnen pro Tag. Das Wasser wurde dem Río Loa entnommen. 1911 erreichte die Telefonleitung Quillagua, die entlang der Eisenbahnstrecke geführt wurde